# Palmarès du double messieurs du tournoi de Wimbledon
Pour un article plus général, voir Tournoi de Wimbledon.
Cet article présente le palmarès du double messieurs du tournoi de Wimbledon depuis la première apparition en 1884 d'un tableau de double masculin dans ce prestigieux tournoi de tennis, le plus ancien des tournois du Grand Chelem.

## Champions les plus titrés
| Joueur                            | Titres | Premier | Dernier |
| Laurence Doherty Reginald Doherty | 8      | 1897    | 1905    |
| Todd Woodbridge Mark Woodforde    | 6      | 1993    | 2000    |
| Ernest Renshaw William Renshaw    | 5      | 1884    | 1889    |
| John Newcombe Tony Roche          | 5      | 1965    | 1974    |
| Herbert Baddeley Wilfred Baddeley | 4      | 1891    | 1896    |
| Peter Fleming John McEnroe        | 4      | 1979    | 1984    |
| Mike Bryan                        | 4      | 2006    | 2018    |
| Bob Hewitt Frew McMillan          | 3      | 1967    | 1978    |
| Jonas Björkman Todd Woodbridge    | 3      | 2002    | 2004    |
| Bob Bryan                         | 3      | 2006    | 2013    |

## Palmarès
| No       | Date       | Nom et lieu du tournoi                             | Catégorie                                          | Dotation                                           | Surface                                            | Vainqueurs                                         | Finalistes                                         | Score                                              |                                                    |
| -------- | ---------- | -------------------------------------------------- | -------------------------------------------------- | -------------------------------------------------- | -------------------------------------------------- | -------------------------------------------------- | -------------------------------------------------- | -------------------------------------------------- | -------------------------------------------------- |
| 1        | 05-07-1884 | The Championships, Wimbledon                       | G. Chelem                                          | NC $                                               | Gazon (ext.)                                       | William Renshaw Ernest Renshaw                     | Ernest Lewis Edward Williams                       | 6-3, 6-1, 1-6, 6-4                                 | Tableau                                            |
| 2        | 04-07-1885 | The Championships, Wimbledon                       | G. Chelem                                          | NC $                                               | Gazon (ext.)                                       | William Renshaw Ernest Renshaw                     | Claude Farrer Arthur Stanley                       | 6-3, 6-3, 10-8                                     | Tableau                                            |
| 3        | 1886       | The Championships, Wimbledon                       | G. Chelem                                          | NC $                                               | Gazon (ext.)                                       | William Renshaw Ernest Renshaw                     | Claude Farrer Arthur Stanley                       | 6-3, 6-3, 4-6, 7-5                                 | Tableau                                            |
| 4        | 02-07-1887 | The Championships, Wimbledon                       | G. Chelem                                          | NC $                                               | Gazon (ext.)                                       | Herbert Wilberforce Patrick Bowes-Lyon             | E. Barratt-Smith James Herbert Crispe              | 6-3, 6-3, 6-2                                      |                                                    |
| 5        | 07-07-1888 | The Championships, Wimbledon                       | G. Chelem                                          | NC $                                               | Gazon (ext.)                                       | William Renshaw Ernest Renshaw                     | Patrick Bowes-Lyon Herbert Wilberforce             | 2-6, 1-6, 6-3, 6-4, 6-3                            |                                                    |
| 6        | 01-07-1889 | The Championships, Wimbledon                       | G. Chelem                                          | NC $                                               | Gazon (ext.)                                       | William Renshaw Ernest Renshaw                     | George Hillyard Ernest Lewis                       | 6-4, 6-4, 3-6, 0-6, 6-1                            |                                                    |
| 7        | 30-06-1890 | The Championships, Wimbledon                       | G. Chelem                                          | NC $                                               | Gazon (ext.)                                       |                                                    | George Hillyard Ernest Lewis                       | 6-0, 7-5, 6-4                                      |                                                    |
| 8        | 29-06-1891 | The Championships, Wimbledon                       | G. Chelem                                          | NC $                                               | Gazon (ext.)                                       | Wilfred Baddeley Herbert Baddeley                  |                                                    | 6-1, 6-3, 1-6, 6-2                                 |                                                    |
| 9        | 27-06-1892 | The Championships, Wimbledon                       | G. Chelem                                          | NC $                                               | Gazon (ext.)                                       | Ernest Lewis Harold Barlow                         | Herbert Baddeley Wilfred Baddeley                  | 4-6, 6-2, 8-6, 6-4                                 |                                                    |
| 10       | 10-07-1893 | The Championships, Wimbledon                       | G. Chelem                                          | NC $                                               | Gazon (ext.)                                       |                                                    | Ernest Lewis Harold Barlow                         | 4-6, 6-3, 6-1, 2-6, 6-0                            |                                                    |
| 11       | 09-07-1894 | The Championships, Wimbledon                       | G. Chelem                                          | NC $                                               | Gazon (ext.)                                       | Wilfred Baddeley Herbert Baddeley                  | Harold Barlow Charles Martin                       | 5-7, 7-5, 4-6, 6-3, 8-6                            |                                                    |
| 12       | 08-07-1895 | The Championships, Wimbledon                       | G. Chelem                                          | NC $                                               | Gazon (ext.)                                       | Wilfred Baddeley Herbert Baddeley                  | Ernest Lewis Herbert Wilberforce                   | 8-6, 5-7, 6-4, 6-3                                 |                                                    |
| 13       | 1896       | The Championships, Wimbledon                       | G. Chelem                                          | NC $                                               | Gazon (ext.)                                       | Wilfred Baddeley Herbert Baddeley                  | Reginald Frank Doherty Harold Nisbet               | 1-6, 3-6, 6-4, 6-2, 6-1                            | Tableau                                            |
| 14       | 1897       | The Championships, Wimbledon                       | G. Chelem                                          | NC $                                               | Gazon (ext.)                                       | Reginald Frank Doherty Hugh Lawrence Doherty       | Wilfred Baddeley Herbert Baddeley                  | 6-4, 4-6, 8-6, 6-4                                 | Tableau                                            |
| 15       | 1898       | The Championships, Wimbledon                       | G. Chelem                                          | NC $                                               | Gazon (ext.)                                       | Reginald Frank Doherty Hugh Lawrence Doherty       | Clarence Hobart Harold Nisbet                      | 6-4, 6-4, 6-2                                      | Tableau                                            |
| 16       | 1899       | The Championships, Wimbledon                       | G. Chelem                                          | NC $                                               | Gazon (ext.)                                       | Reginald Frank Doherty Hugh Lawrence Doherty       | Clarence Hobart Harold Nisbet                      | 7-5, 6-0, 6-2                                      | Tableau                                            |
| 17       | 1900       | The Championships, Wimbledon                       | G. Chelem                                          | NC $                                               | Gazon (ext.)                                       | Reginald Frank Doherty Hugh Lawrence Doherty       | Harold Nisbet Herbert Barrett                      | 9-7, 7-5, 4-6, 3-6, 6-3                            | Tableau                                            |
| 18       | 1901       | The Championships, Wimbledon                       | G. Chelem                                          | NC $                                               | Gazon (ext.)                                       | Reginald Frank Doherty Hugh Lawrence Doherty       | Dwight Davis Holcombe Ward                         | 4-6, 6-2, 6-3, 9-7                                 | Tableau                                            |
| 19       | 1902       | The Championships, Wimbledon                       | G. Chelem                                          | NC $                                               | Gazon (ext.)                                       | Sydney Smith Frank Riseley                         | Reginald Frank Doherty Hugh Lawrence Doherty       | 4-6, 8-6, 6-3, 4-6, 11-9                           | Tableau                                            |
| 20       | 1903       | The Championships, Wimbledon                       | G. Chelem                                          | NC $                                               | Gazon (ext.)                                       | Reginald Frank Doherty Hugh Lawrence Doherty       | Sydney Smith Frank Riseley                         | 6-4, 6-4, 6-4                                      | Tableau                                            |
| 21       | 1904       | The Championships, Wimbledon                       | G. Chelem                                          | NC $                                               | Gazon (ext.)                                       | Reginald Frank Doherty Hugh Lawrence Doherty       | Sydney Smith Frank Riseley                         | 6-1, 6-2, 6-4                                      | Tableau                                            |
| 22       | 1905       | The Championships, Wimbledon                       | G. Chelem                                          | NC $                                               | Gazon (ext.)                                       | Reginald Frank Doherty Hugh Lawrence Doherty       | Sydney Smith Frank Riseley                         | 6-2, 6-4, 6-8, 6-3                                 | Tableau                                            |
| 23       | 1906       | The Championships, Wimbledon                       | G. Chelem                                          | NC $                                               | Gazon (ext.)                                       | Sydney Smith Frank Riseley                         | Reginald Frank Doherty Hugh Lawrence Doherty       | 6-8, 6-4, 5-7, 6-3, 6-3                            | Tableau                                            |
| 24       | 1907       | The Championships, Wimbledon                       | G. Chelem                                          | NC $                                               | Gazon (ext.)                                       | Norman Brookes Anthony Wilding                     | Karl Howell Behr Beals Wright                      | 6-4, 6-4, 6-2                                      | Tableau                                            |
| 25       | 1908       | The Championships, Wimbledon                       | G. Chelem                                          | NC $                                               | Gazon (ext.)                                       | Anthony Wilding Josiah Ritchie                     | Arthur Gore Herbert Barrett                        | 6-1, 6-2, 1-6, 9-7                                 | Tableau                                            |
| 26       | 1909       | The Championships, Wimbledon                       | G. Chelem                                          | NC $                                               | Gazon (ext.)                                       | Arthur Gore Herbert Barrett                        | Stanley Doust Harry Parker                         | 6-2, 6-1, 6-4                                      | Tableau                                            |
| 27       | 1910       | The Championships, Wimbledon                       | G. Chelem                                          | NC $                                               | Gazon (ext.)                                       | Anthony Wilding Josiah Ritchie                     | Arthur Gore Herbert Barrett                        | 6-1, 6-1, 6-2                                      | Tableau                                            |
| 28       | 1911       | The Championships, Wimbledon                       | G. Chelem                                          | NC $                                               | Gazon (ext.)                                       | André Gobert Max Decugis                           | Josiah Ritchie Anthony Wilding                     | 9-7, 5-7, 6-3, 2-6, 6-2                            | Tableau                                            |
| 29       | 24-06-1912 | The Championships, Wimbledon                       | G. Chelem                                          | NC $                                               | Gazon (ext.)                                       | Herbert Barrett Charles Dixon                      | André Gobert Max Decugis                           | 3-6, 6-3, 6-4, 7-5                                 |                                                    |
| 30       | 23-06-1913 | The Championships, Wimbledon                       | G. Chelem                                          | NC $                                               | Gazon (ext.)                                       | Herbert Barrett Charles Dixon                      | Heinrich Kleinschroth Friedrich-Wilhelm Rahe       | 6-2, 6-4, 4-6, 6-2                                 |                                                    |
| 31       | 22-06-1914 | The Championships, Wimbledon                       | G. Chelem                                          | NC $                                               | Gazon (ext.)                                       | Norman Brookes Anthony Wilding                     | Herbert Barrett Charles Dixon                      | 6-1, 6-1, 5-7, 8-6                                 |                                                    |
| 32       | 23-06-1919 | The Championships, Wimbledon                       | G. Chelem                                          | NC $                                               | Gazon (ext.)                                       | Ron Thomas Pat O'Hara Wood                         | Rodney Heath Randolph Lycett                       | 6-4, 6-2, 4-6, 6-2                                 |                                                    |
| 33       | 21-06-1920 | The Championships, Wimbledon                       | G. Chelem                                          | NC $                                               | Gazon (ext.)                                       | Richard Norris Charles Garland                     | Algernon Kingscote                                 | 4-6, 6-4, 7-5, 6-2                                 |                                                    |
| 34       | 20-06-1921 | The Championships, Wimbledon                       | G. Chelem                                          | NC $                                               | Gazon (ext.)                                       | Randolph Lycett Max Woosnam                        | Arthur Lowe Gordon Lowe                            | 6-3, 6-0, 7-5                                      |                                                    |
| 35       | 26-06-1922 | The Championships, Wimbledon                       | G. Chelem                                          | NC $                                               | Gazon (ext.)                                       | James Anderson Randolph Lycett                     | Pat O'Hara Wood Gerald Patterson                   | 3-6, 7-9, 6-4, 6-3, 11-9                           |                                                    |
| 36       | 25-06-1923 | The Championships, Wimbledon                       | G. Chelem                                          | NC $                                               | Gazon (ext.)                                       | Leslie Godfree Randolph Lycett                     | Eduardo Flaquer Manuel de Gomar                    | 6-3, 6-4, 3-6, 6-3                                 |                                                    |
| 37       | 23-06-1924 | The Championships, Wimbledon                       | G. Chelem                                          | NC $                                               | Gazon (ext.)                                       | Francis Hunter Vincent Richards                    | Watson Washburn Richard Norris                     | 6-3, 3-6, 8-10, 8-6, 6-3                           |                                                    |
| 38       | 22-06-1925 | The Championships, Wimbledon                       | G. Chelem                                          | NC $                                               | Gazon (ext.)                                       | Jean Borotra René Lacoste                          | Ray Casey John Hennessey                           | 6-4, 11-9, 4-6, 1-6, 6-3                           |                                                    |
| 39       | 21-06-1926 | The Championships, Wimbledon                       | G. Chelem                                          | NC $                                               | Gazon (ext.)                                       | Jacques Brugnon Henri Cochet                       | Howard Kinsey Vincent Richards                     | 7-5, 4-6, 6-3, 6-2                                 |                                                    |
| 40       | 20-06-1927 | The Championships, Wimbledon                       | G. Chelem                                          | NC $                                               | Gazon (ext.)                                       | Francis Hunter Bill Tilden                         | Jacques Brugnon Henri Cochet                       | 1-6, 4-6, 8-6, 6-3, 6-4                            | Tableau                                            |
| 41       | 25-06-1928 | The Championships, Wimbledon                       | G. Chelem                                          | NC $                                               | Gazon (ext.)                                       | Jacques Brugnon Henri Cochet                       | John Hawkes Gerald Patterson                       | 13-11, 6-4, 6-4                                    | Tableau                                            |
| 42       | 24-06-1929 | The Championships, Wimbledon                       | G. Chelem                                          | NC $                                               | Gazon (ext.)                                       | Wilmer Allison John Van Ryn                        | Ian Collins Colin Gregory                          | 6-4, 5-7, 6-3, 10-12, 6-4                          | Tableau                                            |
| 43       | 23-06-1930 | The Championships, Wimbledon                       | G. Chelem                                          | NC $                                               | Gazon (ext.)                                       | Wilmer Allison John Van Ryn                        | John Doeg George Lott                              | 6-3, 6-3, 6-2                                      | Tableau                                            |
| 44       | 22-06-1931 | The Championships, Wimbledon                       | G. Chelem                                          | NC $                                               | Gazon (ext.)                                       | George Lott John Van Ryn                           | Jean Borotra Jacques Brugnon                       | 6-2, 10-8, 9-11, 3-6, 6-3                          | Tableau                                            |
| 45       | 20-06-1932 | The Championships, Wimbledon                       | G. Chelem                                          | NC $                                               | Gazon (ext.)                                       | Jean Borotra Jacques Brugnon                       | Patrick Hughes Fred Perry                          | 6-0, 4-6, 3-6, 7-5, 7-5                            | Tableau                                            |
| 46       | 26-06-1933 | The Championships, Wimbledon                       | G. Chelem                                          | NC $                                               | Gazon (ext.)                                       | Jean Borotra Jacques Brugnon                       | Ryosuke Nunoi Jirō Sato                            | 4-6, 6-3, 6-3, 7-5                                 | Tableau                                            |
| 47       | 25-06-1934 | The Championships, Wimbledon                       | G. Chelem                                          | NC $                                               | Gazon (ext.)                                       | George Lott Lester Stoefen                         | Jean Borotra Jacques Brugnon                       | 6-2, 6-3, 6-4                                      | Tableau                                            |
| 48       | 24-06-1935 | The Championships, Wimbledon                       | G. Chelem                                          | NC $                                               | Gazon (ext.)                                       | Jack Crawford Adrian Quist                         | Wilmer Allison John Van Ryn                        | 6-3, 5-7, 6-2, 5-7, 7-5                            | Tableau                                            |
| 49       | 22-06-1936 | The Championships, Wimbledon                       | G. Chelem                                          | NC $                                               | Gazon (ext.)                                       | Patrick Hughes Raymond Tuckey                      | Charles Hare Frank Wilde                           | 6-4, 3-6, 7-9, 6-1, 6-4                            | Tableau                                            |
| 50       | 21-06-1937 | The Championships, Wimbledon                       | G. Chelem                                          | NC $                                               | Gazon (ext.)                                       | Donald Budge Gene Mako                             | Patrick Hughes Raymond Tuckey                      | 6-0, 6-4, 6-8, 6-1                                 | Tableau                                            |
| 51       | 27-06-1938 | The Championships, Wimbledon                       | G. Chelem                                          | NC $                                               | Gazon (ext.)                                       | Donald Budge Gene Mako                             | Henner Henkel Georg von Metaxa                     | 6-4, 3-6, 6-3, 8-6                                 | Tableau                                            |
| 52       | 26-06-1939 | The Championships, Wimbledon                       | G. Chelem                                          | NC $                                               | Gazon (ext.)                                       | Elwood Cooke Bobby Riggs                           | Charles Hare Frank Wilde                           | 6-3, 3-6, 6-3, 9-7                                 | Tableau                                            |
| 53       | 24-06-1946 | The Championships, Wimbledon                       | G. Chelem                                          | NC $                                               | Gazon (ext.)                                       | Tom Brown Jack Kramer                              | Geoff Brown Dinny Pails                            | 6-4, 6-4, 6-2                                      | Tableau                                            |
| 54       | 23-06-1947 | The Championships, Wimbledon                       | G. Chelem                                          | NC $                                               | Gazon (ext.)                                       | Bob Falkenburg Jack Kramer                         | Tony Mottram Bill Sidwell                          | 8-6, 6-3, 6-3                                      | Tableau                                            |
| 55       | 21-06-1948 | The Championships, Wimbledon                       | G. Chelem                                          | NC $                                               | Gazon (ext.)                                       | John Bromwich Frank Sedgman                        | Tom Brown Gardnar Mulloy                           | 5-7, 7-5, 7-5, 9-7                                 | Tableau                                            |
| 56       | 27-06-1949 | The Championships, Wimbledon                       | G. Chelem                                          | NC $                                               | Gazon (ext.)                                       | Pancho Gonzales Frank Parker                       | Gardnar Mulloy Ted Schroeder                       | 6-4, 6-4, 6-2                                      | Tableau                                            |
| 57       | 26-06-1950 | The Championships, Wimbledon                       | G. Chelem                                          | NC $                                               | Gazon (ext.)                                       | John Bromwich Adrian Quist                         | Geoff Brown Bill Sidwell                           | 7-5, 3-6, 6-3, 3-6, 6-2                            | Tableau                                            |
| 58       | 25-06-1951 | The Championships, Wimbledon                       | G. Chelem                                          | NC $                                               | Gazon (ext.)                                       | Ken McGregor Frank Sedgman                         | Jaroslav Drobný Eric Sturgess                      | 3-6, 6-2, 6-3, 3-6, 6-3                            | Tableau                                            |
| 59       | 23-06-1952 | The Championships, Wimbledon                       | G. Chelem                                          | NC $                                               | Gazon (ext.)                                       | Ken McGregor Frank Sedgman                         | Vic Seixas Eric Sturgess                           | 6-3, 7-5, 6-4                                      | Tableau                                            |
| 60       | 22-06-1953 | The Championships, Wimbledon                       | G. Chelem                                          | NC $                                               | Gazon (ext.)                                       | Lew Hoad Ken Rosewall                              | Rex Hartwig Mervyn Rose                            | 6-4, 7-5, 4-6, 7-5                                 | Tableau                                            |
| 61       | 21-06-1954 | The Championships, Wimbledon                       | G. Chelem                                          | NC $                                               | Gazon (ext.)                                       | Rex Hartwig Mervyn Rose                            | Vic Seixas Tony Trabert                            | 6-4, 6-4, 3-6, 6-4                                 | Tableau                                            |
| 62       | 20-06-1955 | The Championships, Wimbledon                       | G. Chelem                                          | NC $                                               | Gazon (ext.)                                       | Rex Hartwig Lew Hoad                               | Neale Fraser Ken Rosewall                          | 7-5, 6-4, 6-3                                      | Tableau                                            |
| 63       | 25-06-1956 | The Championships, Wimbledon                       | G. Chelem                                          | NC $                                               | Gazon (ext.)                                       | Lew Hoad Ken Rosewall                              | Nicola Pietrangeli Orlando Sirola                  | 7-5, 6-2, 6-1                                      | Tableau                                            |
| 64       | 24-06-1957 | The Championships, Wimbledon                       | G. Chelem                                          | NC $                                               | Gazon (ext.)                                       | Budge Patty Gardnar Mulloy                         | Neale Fraser Lew Hoad                              | 8-10, 6-4, 6-4, 6-4                                | Tableau                                            |
| 65       | 23-06-1958 | The Championships, Wimbledon                       | G. Chelem                                          | NC $                                               | Gazon (ext.)                                       | Sven Davidson Ulf Schmidt                          | Ashley Cooper Neale Fraser                         | 6-4, 6-4, 8-6                                      | Tableau                                            |
| 66       | 22-06-1959 | The Championships, Wimbledon                       | G. Chelem                                          | NC $                                               | Gazon (ext.)                                       | Roy Emerson Neale Fraser                           | Rod Laver Bob Mark                                 | 8-6, 6-3, 14-16, 9-7                               | Tableau                                            |
| 67       | 27-06-1960 | The Championships, Wimbledon                       | G. Chelem                                          | NC $                                               | Gazon (ext.)                                       | Rafael Osuna Dennis Ralston                        | Mike Davies Robert Wilson                          | 7-5, 6-3, 10-8                                     | Tableau                                            |
| 68       | 26-06-1961 | The Championships, Wimbledon                       | G. Chelem                                          | NC $                                               | Gazon (ext.)                                       | Roy Emerson Neale Fraser                           | Bob Hewitt Fred Stolle                             | 6-4, 6-8, 6-4, 6-8, 8-6                            | Tableau                                            |
| 69       | 25-06-1962 | The Championships, Wimbledon                       | G. Chelem                                          | NC $                                               | Gazon (ext.)                                       | Bob Hewitt Fred Stolle                             | Boro Jovanović Nikola Pilić                        | 6-2, 5-7, 6-2, 6-4                                 | Tableau                                            |
| 70       | 24-06-1963 | The Championships, Wimbledon                       | G. Chelem                                          | NC $                                               | Gazon (ext.)                                       | Rafael Osuna Antonio Palafox                       | Jean-Claude Barclay Pierre Darmon                  | 4-6, 6-2, 6-2, 6-2                                 | Tableau                                            |
| 71       | 22-06-1964 | The Championships, Wimbledon                       | G. Chelem                                          | NC $                                               | Gazon (ext.)                                       | Bob Hewitt Fred Stolle                             | Roy Emerson Ken Fletcher                           | 7-5, 11-9, 6-4                                     | Tableau                                            |
| 72       | 21-06-1965 | The Championships, Wimbledon                       | G. Chelem                                          | NC $                                               | Gazon (ext.)                                       | John Newcombe Tony Roche                           | Ken Fletcher Bob Hewitt                            | 7-5, 6-3, 6-4                                      | Tableau                                            |
| 73       | 27-06-1966 | The Championships, Wimbledon                       | G. Chelem                                          | NC $                                               | Gazon (ext.)                                       | Ken Fletcher John Newcombe                         | Bill Bowrey Owen Davidson                          | 6-3, 6-4, 3-6, 6-3                                 | Tableau                                            |
| 74       | 26-06-1967 | The Championships, Wimbledon                       | G. Chelem                                          | NC $                                               | Gazon (ext.)                                       | Bob Hewitt Frew McMillan                           | Roy Emerson Ken Fletcher                           | 6-2, 6-3, 6-4                                      | Tableau                                            |
| Ère Open |            |                                                    |                                                    |                                                    |                                                    |                                                    |                                                    |                                                    |                                                    |
| 75       | 24-06-1968 | The Championships, Wimbledon                       | G. Chelem                                          | NC $                                               | Gazon (ext.)                                       | John Newcombe Tony Roche                           | Ken Rosewall Fred Stolle                           | 3-6, 8-6, 5-7, 14-12, 6-3                          | Tableau                                            |
| 76       | 04-07-1969 | The Championships, Wimbledon                       | G. Chelem                                          | NC $                                               | Gazon (ext.)                                       | John Newcombe Tony Roche                           | Tom Okker Marty Riessen                            | 7-5, 11-9, 6-3                                     | Tableau                                            |
| 77       | 22-06-1970 | The Championships, Wimbledon                       | G. Chelem                                          | NC $                                               | Gazon (ext.)                                       | John Newcombe Tony Roche                           | Ken Rosewall Fred Stolle                           | 10-8, 6-3, 6-1                                     | Tableau                                            |
| 78       | 21-06-1971 | The Championships, Wimbledon                       | G. Chelem                                          | NC $                                               | Gazon (ext.)                                       | Roy Emerson Rod Laver                              | Arthur Ashe Dennis Ralston                         | 4-6, 9-7, 6-8, 6-4, 6-4                            | Tableau                                            |
| 79       | 26-06-1972 | The Championships, Wimbledon                       | G. Chelem                                          | NC $                                               | Gazon (ext.)                                       | Bob Hewitt Frew McMillan                           | Stan Smith Erik van Dillen                         | 6-2, 6-2, 9-7                                      | Tableau                                            |
| 80       | 25-06-1973 | The Championships, Wimbledon                       | G. Chelem                                          | NC $                                               | Gazon (ext.)                                       | Jimmy Connors Ilie Năstase                         | John Cooper Neale Fraser                           | 3-6, 6-3, 6-4, 8-9, 6-1                            | Tableau                                            |
| 81       | 24-06-1974 | The Championships, Wimbledon                       | G. Chelem                                          | NC $                                               | Gazon (ext.)                                       | John Newcombe Tony Roche                           | Robert Lutz Stan Smith                             | 8-6, 6-4, 6-4                                      | Tableau                                            |
| 82       | 23-06-1975 | The Championships, Wimbledon                       | G. Chelem                                          | NC $                                               | Gazon (ext.)                                       | Vitas Gerulaitis Sandy Mayer                       | Colin Dowdeswell Allan Stone                       | 7-5, 8-6, 6-4                                      | Tableau                                            |
| 83       | 21-06-1976 | The Championships, Wimbledon                       | G. Chelem                                          | NC $                                               | Gazon (ext.)                                       | Brian Gottfried Raúl Ramírez                       | Geoff Masters Ross Case                            | 3-6, 6-3, 8-6, 2-6, 7-5                            | Tableau                                            |
| 84       | 20-06-1977 | The Championships, Wimbledon                       | G. Chelem                                          | NC $                                               | Gazon (ext.)                                       | Geoff Masters Ross Case                            | John Alexander Phil Dent                           | 6-3, 6-4, 3-6, 8-9, 6-4                            | Tableau                                            |
| 85       | 26-06-1978 | The Championships, Wimbledon                       | G. Chelem                                          | NC $                                               | Gazon (ext.)                                       | Bob Hewitt Frew McMillan                           | Peter Fleming John McEnroe                         | 6-1, 6-4, 6-2                                      | Tableau                                            |
| 86       | 25-06-1979 | The Championships, Wimbledon                       | G. Chelem                                          | NC $                                               | Gazon (ext.)                                       | Peter Fleming John McEnroe                         | Brian Gottfried Raúl Ramírez                       | 4-6, 6-4, 6-2, 6-2                                 | Tableau                                            |
| 87       | 23-06-1980 | The Championships, Wimbledon                       | G. Chelem                                          | NC $                                               | Gazon (ext.)                                       | Peter McNamara Paul McNamee                        | Robert Lutz Stan Smith                             | 7-6, 6-3, 6-7, 6-4                                 | Tableau                                            |
| 88       | 22-06-1981 | The Championships, Wimbledon                       | G. Chelem                                          | NC $                                               | Gazon (ext.)                                       | Peter Fleming John McEnroe                         | Robert Lutz Stan Smith                             | 6-4, 6-4, 6-4                                      | Tableau                                            |
| 89       | 21-06-1982 | The Championships, Wimbledon                       | G. Chelem                                          | NC $                                               | Gazon (ext.)                                       | Peter McNamara Paul McNamee                        | Peter Fleming John McEnroe                         | 6-3, 6-2                                           | Tableau                                            |
| 90       | 20-06-1983 | The Championships, Wimbledon                       | G. Chelem                                          | NC $                                               | Gazon (ext.)                                       | Peter Fleming John McEnroe                         | Tim Gullikson Tom Gullikson                        | 6-4, 6-3, 6-4                                      | Tableau                                            |
| 91       | 25-06-1984 | The Championships, Wimbledon                       | G. Chelem                                          | NC $                                               | Gazon (ext.)                                       | Peter Fleming John McEnroe                         | Pat Cash Paul McNamee                              | 6-2, 5-7, 6-2, 3-6, 6-3                            | Tableau                                            |
| 92       | 24-06-1985 | The Championships, Wimbledon                       | G. Chelem                                          | NC $                                               | Gazon (ext.)                                       | Heinz Günthardt Balázs Taróczy                     | Pat Cash John Fitzgerald                           | 6-4, 6-3, 4-6, 6-3                                 | Tableau                                            |
| 93       | 23-06-1986 | The Championships, Wimbledon                       | G. Chelem                                          | NC $                                               | Gazon (ext.)                                       | Joakim Nyström Mats Wilander                       | Gary Donnelly Peter Fleming                        | 7-64, 6-3, 6-3                                     | Tableau                                            |
| 94       | 22-06-1987 | The Championships, Wimbledon                       | G. Chelem                                          | NC $                                               | Gazon (ext.)                                       | Ken Flach Robert Seguso                            | Sergio Casal Emilio Sánchez                        | 3-6, 66-7, 7-63, 6-1, 6-4                          | Tableau                                            |
| 95       | 20-06-1988 | The Championships, Wimbledon                       | G. Chelem                                          | NC $                                               | Gazon (ext.)                                       | Ken Flach Robert Seguso                            | John Fitzgerald Anders Järryd                      | 6-4, 2-6, 6-4, 7-63                                | Tableau                                            |
| 96       | 26-06-1989 | The Championships, Wimbledon                       | G. Chelem                                          | NC $                                               | Gazon (ext.)                                       | John Fitzgerald Anders Järryd                      | Rick Leach Jim Pugh                                | 3-6, 7-64, 6-4, 7-64                               | Tableau                                            |
| 97       | 25-06-1990 | The Championships, Wimbledon                       | G. Chelem                                          | NC $                                               | Gazon (ext.)                                       | Rick Leach Jim Pugh                                | Pieter Aldrich Danie Visser                        | 7-65, 7-64, 7-65                                   | Tableau                                            |
| 98       | 24-06-1991 | The Championships, Wimbledon                       | G. Chelem                                          | NC $                                               | Gazon (ext.)                                       | John Fitzgerald Anders Järryd                      | Javier Frana Leonardo Lavalle                      | 6-3, 6-4, 67-7, 6-1                                | Tableau                                            |
| 99       | 22-06-1992 | The Championships, Wimbledon                       | G. Chelem                                          | NC $                                               | Gazon (ext.)                                       | John McEnroe Michael Stich                         | Jim Grabb Richey Reneberg                          | 5-7, 7-65, 3-6, 7-65, 19-17                        | Tableau                                            |
| 100      | 21-06-1993 | The Championships, Wimbledon                       | G. Chelem                                          | NC $                                               | Gazon (ext.)                                       | Todd Woodbridge Mark Woodforde                     | Grant Connell Patrick Galbraith                    | 7-5, 6-3, 7-64                                     | Tableau                                            |
| 101      | 20-06-1994 | The Championships, Wimbledon                       | G. Chelem                                          | NC $                                               | Gazon (ext.)                                       | Todd Woodbridge Mark Woodforde                     | Grant Connell Patrick Galbraith                    | 7-63, 6-3, 6-1                                     | Tableau                                            |
| 102      | 26-06-1995 | The Championships, Wimbledon                       | G. Chelem                                          | NC $                                               | Gazon (ext.)                                       | Todd Woodbridge Mark Woodforde                     | Rick Leach Scott Melville                          | 7-5, 7-68, 7-65                                    | Tableau                                            |
| 103      | 24-06-1996 | The Championships, Wimbledon                       | G. Chelem                                          | 4 736 161 $                                        | Gazon (ext.)                                       | Todd Woodbridge Mark Woodforde                     | Byron Black Grant Connell                          | 4-6, 6-1, 6-3, 6-2                                 | Tableau                                            |
| 104      | 23-06-1997 | The Championships, Wimbledon                       | G. Chelem                                          | 5 445 815 $                                        | Gazon (ext.)                                       | Todd Woodbridge Mark Woodforde                     | Jacco Eltingh Paul Haarhuis                        | 7-6, 4, 7-6, 7, 5-7, 6-3                           | Tableau                                            |
| 105      | 22-06-1998 | The Championships, Wimbledon                       | G. Chelem                                          | 5 638 006 $                                        | Gazon (ext.)                                       | Jacco Eltingh Paul Haarhuis                        | Todd Woodbridge Mark Woodforde                     | 2-6, 6-4, 7-63, 5-7, 10-8                          | Tableau                                            |
| 106      | 21-06-1999 | The Championships, Wimbledon                       | G. Chelem                                          | 5 614 685 $                                        | Gazon (ext.)                                       | Mahesh Bhupathi Leander Paes                       | Paul Haarhuis Jared Palmer                         | 610-7, 6-3, 6-4, 7-64                              | Tableau                                            |
| 107      | 26-06-2000 | The Championships, Wimbledon                       | G. Chelem                                          | 5 564 842 $                                        | Gazon (ext.)                                       | Todd Woodbridge Mark Woodforde                     | Paul Haarhuis Sandon Stolle                        | 6-3, 6-4, 6-1                                      | Tableau                                            |
| 108      | 25-06-2001 | The Championships, Wimbledon                       | G. Chelem                                          | 5 476 164 $                                        | Gazon (ext.)                                       | Donald Johnson Jared Palmer                        | Jiří Novák David Rikl                              | 6-4, 4-6, 6-3, 7-66                                | Tableau                                            |
| 109      | 24-06-2002 | The Championships, Wimbledon                       | G. Chelem                                          | 6 061 152 $                                        | Gazon (ext.)                                       | Todd Woodbridge Jonas Björkman                     | Mark Knowles Daniel Nestor                         | 6-1, 6-2, 66-7, 7-5                                | Tableau                                            |
| 110      | 23-06-2003 | The Championships, Wimbledon                       | G. Chelem                                          | 7 229 232 $                                        | Gazon (ext.)                                       | Todd Woodbridge Jonas Björkman                     | Mahesh Bhupathi Max Mirnyi                         | 3-6, 6-3, 7-64, 6-3                                | Tableau                                            |
| 111      | 21-06-2004 | The Championships, Wimbledon                       | G. Chelem                                          | 8 328 704 $                                        | Gazon (ext.)                                       | Todd Woodbridge Jonas Björkman                     | Julian Knowle Nenad Zimonjić                       | 6-1, 6-4, 4-6, 6-4                                 | Tableau                                            |
| 112      | 20-06-2005 | The Championships, Wimbledon                       | G. Chelem                                          | 8 616 793 $                                        | Gazon (ext.)                                       | Stephen Huss Wesley Moodie                         | Bob Bryan Mike Bryan                               | 7-64, 6-3, 62-7, 6-3                               | Tableau                                            |
| 113      | 26-06-2006 | The Championships, Wimbledon                       | G. Chelem                                          | 8 847 338 $                                        | Gazon (ext.)                                       | Bob Bryan Mike Bryan                               | Fabrice Santoro Nenad Zimonjić                     | 6-3, 4-6, 6-4, 6-2                                 | Tableau                                            |
| 114      | 25-06-2007 | The Championships, Wimbledon                       | G. Chelem                                          | 10 039 193 $                                       | Gazon (ext.)                                       | Arnaud Clément Michaël Llodra                      | Bob Bryan Mike Bryan                               | 65-7, 6-3, 6-4, 6-4                                | Tableau                                            |
| 115      | 23-06-2008 | The Championships, Wimbledon                       | G. Chelem                                          | 5 257 000 £                                        | Gazon (ext.)                                       | Daniel Nestor Nenad Zimonjić                       | Jonas Björkman Kevin Ullyett                       | 7-6, 6-7, 6-3, 6-3                                 | Tableau                                            |
| 116      | 22-06-2009 | The Championships, Wimbledon                       | G. Chelem                                          | 5 616 600 £                                        | Gazon (ext.)                                       | Daniel Nestor Nenad Zimonjić                       | Bob Bryan Mike Bryan                               | 7-67, 63-7, 7-63, 6-3                              | Tableau                                            |
| 117      | 21-06-2010 | The Championships, Wimbledon                       | G. Chelem                                          | 6 196 000 £                                        | Gazon (ext.)                                       | Jürgen Melzer Philipp Petzschner                   | Robert Lindstedt Horia Tecău                       | 6-1, 7-5, 7-5                                      | Tableau                                            |
| 118      | 20-06-2011 | The Championships, Wimbledon                       | G. Chelem                                          | 6 631 000 £                                        | Gazon (ext.)                                       | Bob Bryan Mike Bryan                               | Robert Lindstedt Horia Tecău                       | 6-3, 6-4, 7-62                                     | Tableau                                            |
| 119      | 25-06-2012 | The Championships, Wimbledon                       | G. Chelem                                          | 7 285 200 £                                        | Gazon (ext.)                                       | Jonathan Marray Frederik Nielsen                   | Robert Lindstedt Horia Tecău                       | 4-6, 6-4, 7-65, 65-7, 6-3                          | Tableau                                            |
| 120      | 24-06-2013 | The Championships, Wimbledon                       | G. Chelem                                          | 10 514 000 £                                       | Gazon (ext.)                                       | Bob Bryan Mike Bryan                               | Ivan Dodig Marcelo Melo                            | 3-6, 6-3, 6-4, 6-4                                 | Tableau                                            |
| 121      | 23-06-2014 | The Championships, Wimbledon                       | G. Chelem                                          | 11 715 000 £                                       | Gazon (ext.)                                       | Vasek Pospisil Jack Sock                           | Bob Bryan Mike Bryan                               | 7-65, 63-7, 6-4, 3-6, 7-5                          | Tableau                                            |
| 122      | 29-06-2015 | The Championships, Wimbledon                       | G. Chelem                                          | 12 568 000 £                                       | Gazon (ext.)                                       | Jean-Julien Rojer Horia Tecău                      | Jamie Murray John Peers                            | 7-65, 6-4, 6-4                                     | Tableau                                            |
| 123      | 30-06-2016 | The Championships, Wimbledon                       | G. Chelem                                          | 13 163 000 £                                       | Gazon (ext.)                                       | Pierre-Hugues Herbert Nicolas Mahut                | Julien Benneteau Édouard Roger-Vasselin            | 6-4, 7-61, 6-3                                     | Tableau                                            |
| 124      | 05-07-2017 | The Championships, Wimbledon                       | G. Chelem                                          | 14 840 000 £                                       | Gazon (ext.)                                       | Łukasz Kubot Marcelo Melo                          | Oliver Marach Mate Pavić                           | 5-7, 7-5, 7-62, 3-6, 13-11                         | Tableau                                            |
| 125      | 04-07-2018 | The Championships, Wimbledon                       | G. Chelem                                          | 15 982 000 £                                       | Gazon (ext.)                                       | Mike Bryan Jack Sock                               | Raven Klaasen Michael Venus                        | 6-3, 67-7, 6-3, 5-7, 7-5                           | Tableau                                            |
| 126      | 03-07-2019 | The Championships, Wimbledon                       | G. Chelem                                          | 17 769 000 £                                       | Gazon (ext.)                                       | Juan Sebastián Cabal Robert Farah                  | Nicolas Mahut Édouard Roger-Vasselin               | 65-7, 7-65, 7-66, 65-7, 6-3                        | Tableau                                            |
| –        | 2020       | Édition annulée à cause de la pandémie de Covid-19 | Édition annulée à cause de la pandémie de Covid-19 | Édition annulée à cause de la pandémie de Covid-19 | Édition annulée à cause de la pandémie de Covid-19 | Édition annulée à cause de la pandémie de Covid-19 | Édition annulée à cause de la pandémie de Covid-19 | Édition annulée à cause de la pandémie de Covid-19 | Édition annulée à cause de la pandémie de Covid-19 |
| 127      | 30-06-2021 | The Championships, Wimbledon                       | G. Chelem                                          | 17 066 000 £                                       | Gazon (ext.)                                       | Nikola Mektić Mate Pavić                           | Marcel Granollers Horacio Zeballos                 | 6-4, 7-65, 2-6, 7-5                                | Tableau                                            |
| 128      | 29-06-2022 | The Championships, Wimbledon                       | G. Chelem                                          | 18 652 000 £                                       | Gazon (ext.)                                       | Matthew Ebden Max Purcell                          | Nikola Mektić Mate Pavić                           | 7-65, 63-7, 4-6, 6-4, 7-62                         | Tableau                                            |
| 129      | 03-07-2023 | The Championships, Wimbledon                       | G. Chelem                                          | 20 747 000 £                                       | Gazon (ext.)                                       | Wesley Koolhof Neal Skupski                        | Marcel Granollers Horacio Zeballos                 | 6-4, 6-4                                           | Tableau                                            |
| 130      | 03-07-2024 | The Championships, Wimbledon                       | G. Chelem                                          | 20 747 000 £                                       | Gazon (ext.)                                       | Harri Heliövaara Henry Patten                      | Max Purcell Jordan Thompson                        | 67-7, 7-68, 7-69                                   | Tableau                                            |

## Palmarès 1879 - 1883
Avant 1884, il y a eu un tournoi de double à Oxford, le All-England Men’s Doubles Championships (Oxford) qui prit fin avec le début de celui de Wimbledon, :
- 1879 : Lestocq Erskine & Herbert Lawford battent F. Durant & George Tabor 4-6, 6-4, 6-5, 6-2, 3-6, 5-6, 10-8 (match en 4 sets gagnants)
- 1880 : Ernest Renshaw & William Renshaw battent Charles Cole & Otway Woodhouse 6-1, 6-4, 6-0, 6-8, 6-3 (match en 4 sets gagnants)
- 1881 : Ernest Renshaw & William Renshaw battent William Down & Harold Vaughan 6-0, 6-0, 6-4
- 1882 :  John Hartley & Richard Richardson battent John Horn & Champion Russell 6-2, 6-1, 6-0
- 1883 : Charles Grinstead & C.E.Weldon battent R.T. Milford & Champion Russell 3-6, 6-1, 6-3, 6-4